# Erebia mackeri
Erebia mackeri är en fjärilsart som beskrevs av Fuchs 1914. Erebia mackeri ingår i släktet Erebia och familjen praktfjärilar. Inga underarter finns listade i Catalogue of Life.